# John Langdon
John Langdon, né le 26 juin 1741 à Portsmouth (New Hampshire), où il est mort le 18 septembre 1819, est un homme politique américain au nombre des Pères fondateurs des États-Unis.
L’un des deux premiers sénateurs des États-Unis du New Hampshire, Langdon fut un des premiers partisans de la Guerre d'indépendance des États-Unis et il siégea, par la suite, au Congrès continental. Après avoir siégé au Congrès des États-Unis pendant douze ans, notamment en tant que premier président pro tempore du Sénat, il est devenu gouverneur du New Hampshire. En 1812, il refusa la nomination à la candidature à la vice-présidence et prit sa retraite jusqu’à sa mort sept ans et demi plus tard.

## Origines
Fils d’un fermier prospère et politicien local, dont la famille avait émigré du distinct de Caradon en Cornouailles en Amérique avant 1660, qui avait été parmi les premiers à s’installer près de l’embouchure du fleuve Piscataqua, futur Portsmouth, l’un des ports maritimes majeurs de la Nouvelle-Angleterre. Langdon fréquenta la grammar school locale, tenue par un vétéran du siège de Louisbourg de 1745 contre les Français au Canada. Après avoir terminé ses études primaires, Langdon fit son apprentissage en tant que commis. Au lieu de reprendre les activités agricoles de leur père, Langdon et son frère ainé, Woodbury, préférèrent prendre la mer comme apprentis chez des armateurs locaux.

## Carrière
Dès l’âge de vingt-deux ans, Langdon était capitaine du cargo l’Andromaque, faisant voile en direction des Antilles. Quatre ans plus tard, il était propriétaire de son propre navire marchand, et il devait continuer à acquérir au fil du temps une petite flotte de navires, engagés dans le commerce triangulaire entre Portsmouth, les Antilles et Londres. Son frère ainé eut encore plus de succès dans le commerce international et, dès 1777, les deux jeunes hommes comptaient au nombre des plus riches citoyens de Portsmouth.

## Engagement révolutionnaire

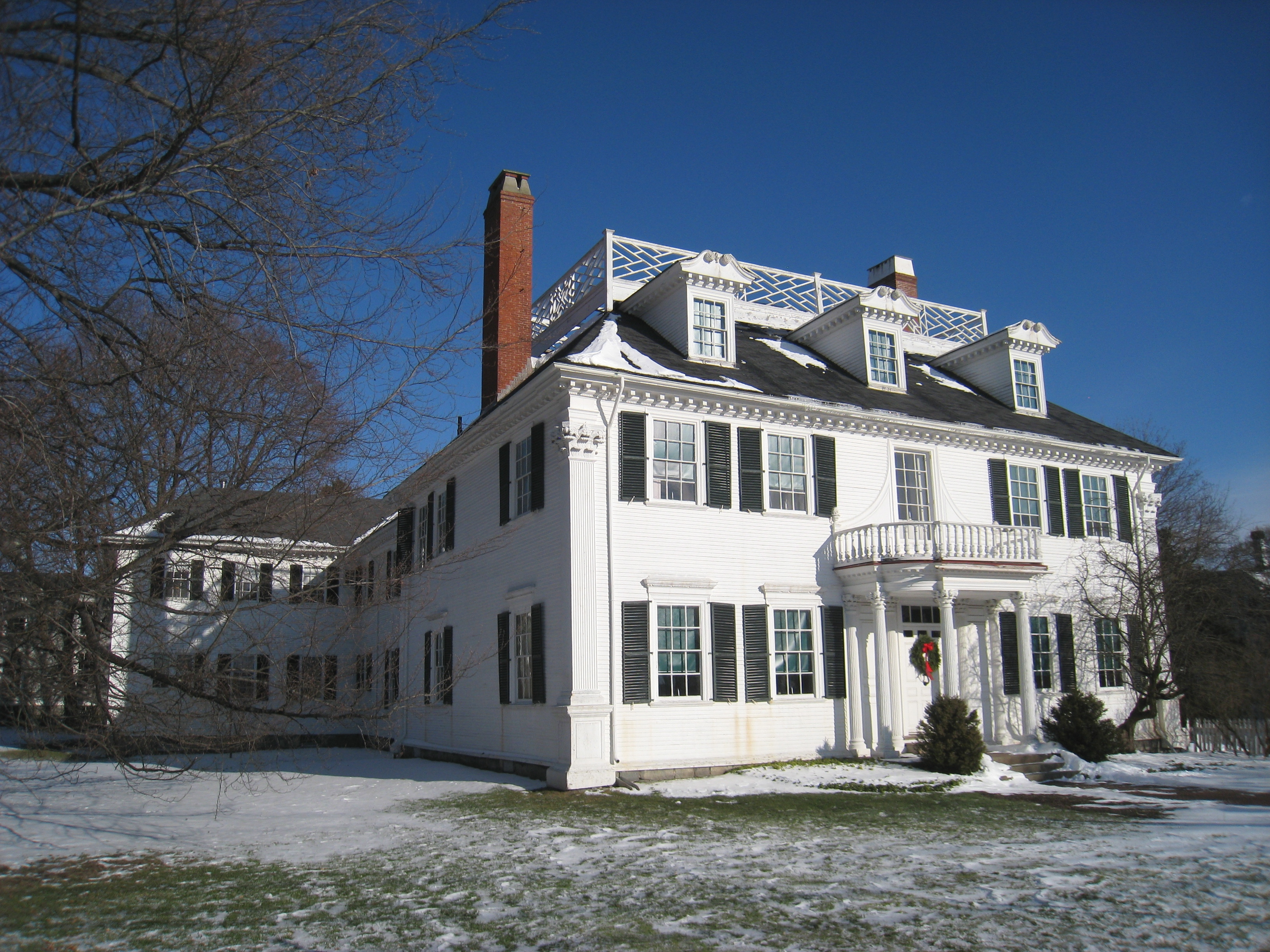
Maison du gouverneur John Langdon à Portsmouth (New Hampshire).

Les sérieux préjudices causés aux affaires de Langdon par le contrôle britannique sur le transport maritime en firent un partisan ardent et éminent du mouvement révolutionnaire américain dans les années 1770. Il fit partie du comité de correspondance du New Hampshire et d’un comité de non-importation. Il participa également à différentes assemblées Patriots. En 1774, il participa à la saisie et à la confiscation des munitions britanniques de Fort William and Mary.
Langdon fut membre du Premier Congrès continental de 1775 à juin 1776, lorsqu’il en démissionna pour devenir l’agent des forces continentales contre les Britanniques. Il supervisa la construction de plusieurs navires de guerre y compris l’USS Raleigh (1776), l’USS America (1782) et l’USS Ranger commandé par le capitaine John Paul Jones. En 1777, il équipa une expédition contre les Britanniques, prit part à la bataille de Bennington et commanda la Compagnie des Volontaires de Chevau-Légers de Langdon à la bataille de Saratoga et à la bataille Rhode Island.

## Carrière politique
La guerre terminée en 1783, Langdon construisit en 1784 le manoir connu à Portsmouth sous le nom de Maison du gouverneur John Langdon. Élu pour deux mandats comme président du New Hampshire, de 1785 à 1786 et de 1788 à 1789, il fut réélu au Second Congrès continental en 1787 et fut membre de la délégation du New Hampshire à la Convention constitutionnelle de 1787. Langdon fut élu au Sénat des États-Unis où il siégea du 4 mars 1789 jusqu’au 4 mars 1801. Le 6 avril 1789, il fut élu le premier président pro tempore du Sénat et il également président pro tempore du Deuxième Congrès.
Pendant les débats constitutionnels de 1787 à Philadelphie, Langdon se prononça contre James Madison et servit ensuite comme membre de l’Assemblée législative du New Hampshire (1801-1805), et en tant que Président pendant les deux derniers mandats. Il fut gouverneur de 1805 à 1809, puis de 1810 à 1812. Cette année-là, il déclina l’investiture à la candidature à la vice-présidence avec le président Madison, et prit ensuite sa retraite.
À sa mort dans sa ville natale, il fut enterré dans le caveau Langdon dans le cimetière du Nord. La ville de Langdon (New Hampshire) est nommée d’après lui, ainsi que Langdon Street à Madison (Wisconsin), ville dont plusieurs rues portent le nom de Pères fondateurs des États-Unis.